# Billy the Cat
Billy the Cat is een Frans-Belgische stripreeks, bedacht door Stephen Desberg en Stephan Colman, alsmede een op deze strip gebaseerde animatieserie. De strip verscheen voor het eerst in december 1981 en telt 11 delen.

## Verhaal
De serie draait om een jongen genaamd Billy. Hij is een pestkop die zich vooral richt op dieren. Reeds vroeg in de eerste strip komt hij om het leven wanneer hij wordt aangereden door een auto. Vanuit het hiernamaals wordt hij vervolgens terug naar de aarde gestuurd in de gedaante van een jonge kat om zo boete te doen voor zijn slechte gedrag.
Billy kan zich nog steeds zijn vorige leven als mens herinneren. Hij maakt een paar nieuwe vrienden, waaronder de zwerfkat Mr. Hubert. Deze leert hem te overleven op straat. Billy bezoekt een paar maal zijn huis, maar zijn ouders herkennen hem niet. Alleen zijn zusje Maartje beseft wie Billy werkelijk is en vergezelt hem soms op zijn belevenissen.

## Albums
Van alle albums staan zowel de Nederlandse als Franse titel vermeld.
1. In de huid van een kat (Dans la peau d'un chat)
2. Het lot van Pirmin (Le destin de Pirmin)
3. De zomer van het geheim (L'été du secret)
4. Saucijs de verschrikkelijke (Saucisse le terrible)
5. Het oog van de meester (L'oeil de maître)
6. Billy's keuze (Le choix de Billy)
7. Billy's bende (La bande à Billy)
8. Poezenparadijs (La vie de chaton)
9. Meneer Papa (Monsieur Papa)
10. Les machines à ronronner
11. Le chaméléon

## Animatieserie
In 1994 werd de strip verwerkt tot een animatieserie. Deze volgt echter een ander verhaal dan de strip. In de animatieserie wordt Billy in een kat veranderd door een tovenaar, nadat deze getuige is van hoe Billy een kat mishandelt. De tovenaar verandert tevens deze kat in een menselijke kopie van Billy die zijn plaats kan innemen, zodat zijn ouders niks merken. De serie heeft verder een meer humoristische ondertoon en de afleveringen staan meer op zichzelf, waar de strip grotendeels een doorlopend verhaal bevat.
De serie is geproduceerd door Mikael Shields en Steve Walsh en telt 52 afleveringen.